# Nightingale Island
Nightingale Island er en ø i den sydlige del af Atlanterhavet. Øen ligger ligger syd for Tristan da Cunha og Inaccessible Island (16 km). Nightingale Islands areal er mindre end 2,5 km². Øen har ingen permanent bosætning. Øen er et britisk oversøisk territorium.

## Historie
Nightingale blev opdaget samtidig med Tristan da Cunha og Inaccessible Island i 1506 af Tristão da Cunha.
I 1600- og 1700-tallet vurderede både hollandske og franske myndigheder og Det britiske Ostindiske kompagni at annektere øen (sammen med Tristan og Inaccessible), men uundlod det på grund af manglende ankringsplads.
I 1656 kom båden «Nachtglas», som også var indenom Inaccessible, til Nightingale. Nightingale hed oprindelig Gebroken Eyland (Den ødelagte ø), men blev senere omdøbt og opkaldt efter Gabriel Nightingale som udforskede øen i 1760.
I 1811 gjorde den amerikanske pirat Jonathan Lambert krav på Tristan og naboøerne, men døde kort tid efter at han fremsatte kravet.
I 1961 blev Tristan da Cunha ramt af et jordskælv, og øens indbyggere flygtede til Nightingale og derefter til England. I 1963 kom alle tilbage.

## Geologi
Nightingale har to bjergtoppe i nord. Den ene er 335 m høj, og den anden er 293 m høj; resten af øen består af klipper. Klippene er langt lavere på Nightingale end på Inaccessible Island, som har klipper som er omkring 300 m høje.
Til Nightingale hører også to mindre holme, Stoltenhoff og Middle.

## Turisme
Inaccessible Island og Gough Island er begge naturreservater, så turisme er ikke tilladt på øerne. Nightingale er ikke et naturreservat, og her dermed ikke samme restriktioner. Mange turister som besøger Tristan da Cunha, tager også til Nightingale for at se på dyrelivet. Kravet er at de ledsages af en guide fra Tristan.